# Il segreto delle piramidi
Il segreto delle piramidi (Charlie Chan in Egypt) è un film del 1935, diretto da Louis King che ha per protagonista l'ispettore Charlie Chan, interpretato da Warner Oland.

## Trama
Attorno al ritrovamento di un sarcofago egizio e del suo relativo tesoro si sviluppa vicino a Luxor una trama che coinvolge l'ispettore Charlie Chan, mandato dall'estero a chiarire come mai alcuni collezionisti dell'Occidente siano già in possesso di preziosi beni appena scoperti nella tomba egizia.

## Produzione
Il film fu prodotto dalla Fox Film Corporation.

## Distribuzione
Distribuito dalla Fox Film Corporation, il film uscì nelle sale cinematografiche USA il 21 giugno 1935.